# Tenguiz Sigoua
 (janvier 2020).
Si vous disposez d'ouvrages ou d'articles de référence ou si vous connaissez des sites web de qualité traitant du thème abordé ici, merci de compléter l'article en donnant les références utiles à sa vérifiabilité et en les liant à la section « Notes et références ».
Tenguiz Sigoua (né le 9 novembre 1934 à Lentekhi (République socialiste fédérative soviétique de Transcaucasie, URSS) et mort le 21 janvier 2020 à Tbilissi (Géorgie)) est un homme politique soviétique puis géorgien et un Premier ministre de ce pays.

## Biographie
Tenguiz Sigoua est un ancien ingénieur de profession et entre en politique à la veille de la chute de l'Union soviétique. En 1990, il dirige la Société Rousaveli de toute la Géorgie et mène un groupe d'expertise dans le mouvement Table ronde-Géorgie libre. À la suite des premières élections pluripartites de Géorgie, il est élu président du Conseil des ministres de la République socialiste soviétique de Géorgie le 14 novembre 1990.
Il est le Premier ministre de Zviad Gamsakhourdia du 15 novembre 1990 au 18 août 1991. Toutefois, il démissionne en août 1991 après être entré en désaccord avec le président. Avec le dirigeant de la Garde nationale Tenguiz Kitovani et le chef paramilitaire Djaba Iosseliani, il devient un des dirigeants de l'opposition violente qui organise un coup d'État contre le président en décembre 1991-janvier 1992. Après la chute de Gamsakhourdia, il devient premier ministre du gouvernement intérimaire de Géorgie (le Conseil militaire, transformé par la suite en Conseil d'État après l'arrivée d'Edouard Chevardnadze au pouvoir) le 6 janvier 1992.
Il démissionne une nouvelle fois le 6 août 1993 après que le Conseil d'État rejette une proposition de budget soumise par le gouvernement. Il reste politicien en tant que parlementaire, dirigeant le Front de libération national (FLN), parti d'opposition soutenant une solution militaire au conflit abkhazo-géorgien.